# Arkusz introligatorski
Arkusz introligatorski – jednostka stanowiąca mierniki produkcji przy oprawie książki. Jest nim zadrukowany arkusz o objętości 16 stron niezależnie od jego wielkości. Kartka papieru czyli 2 strony jest jego najmniejszą częścią. Po sfalcowaniu (złamaniu) arkusz tworzy składkę. W myśl nowego nazewnictwa określana jest  ona składką introligatorską.